# 김현동 (축구인)
김현동(한국 한자: 金鉉東, 1972년 8월 25일 ~ )은 대한민국의 전 축구 선수이며, 포지션은 미드필더였다.

## 참고 자료
- 중등리그 무패행진 달리는 '손흥민의 후배들' 후평중